# Eremo della Madonna del Faggio
L'eremo della Madonna del Faggio è un edificio sacro che si trova in località Cercetole a Pieve Santo Stefano, provincia di Arezzo, Toscana.
L'eremo sorse nel XV secolo nel luogo in cui, secondo la tradizione, la Madonna era apparsa ad una pastorella nel 1400. La chiesa, di piccole dimensioni, riprende una tipologia ricorrente negli edifici ecclesiastici di montagna dell'Appennino tosco-romagnolo: pianta rettangolare ad aula unica, tetto a capanna e avancorpo addossato alla facciata con apertura ad arco. Il paramento murario è composto da pietrame irregolare. A destra della chiesa, il romitorio è coperto dalla stessa falda del tetto. Sul lato posteriore poggia il campanile a vela con due campane.